# Gare de Hambourg-Aéroport
La gare de Hambourg-Aéroport (connue sous son libellé anglais Hamburg Airport station ; en allemand : Bahnhof Flughafen Hamburg)  est une gare ferroviaire de la Flughafen-S-Bahn Hamburg (de) .Elle est située dans le quartier Fuhlsbüttel dans l'arrondissement de Hambourg-Nord, à Hambourg en Allemagne. 
Mise en service en 2008, elle dessert l'aéroport Helmut-Schmidt de Hambourg.

## Situation ferroviaire
Elle est desservie par la ligne 1 du S-Bahn de Hambourg.

## Histoire

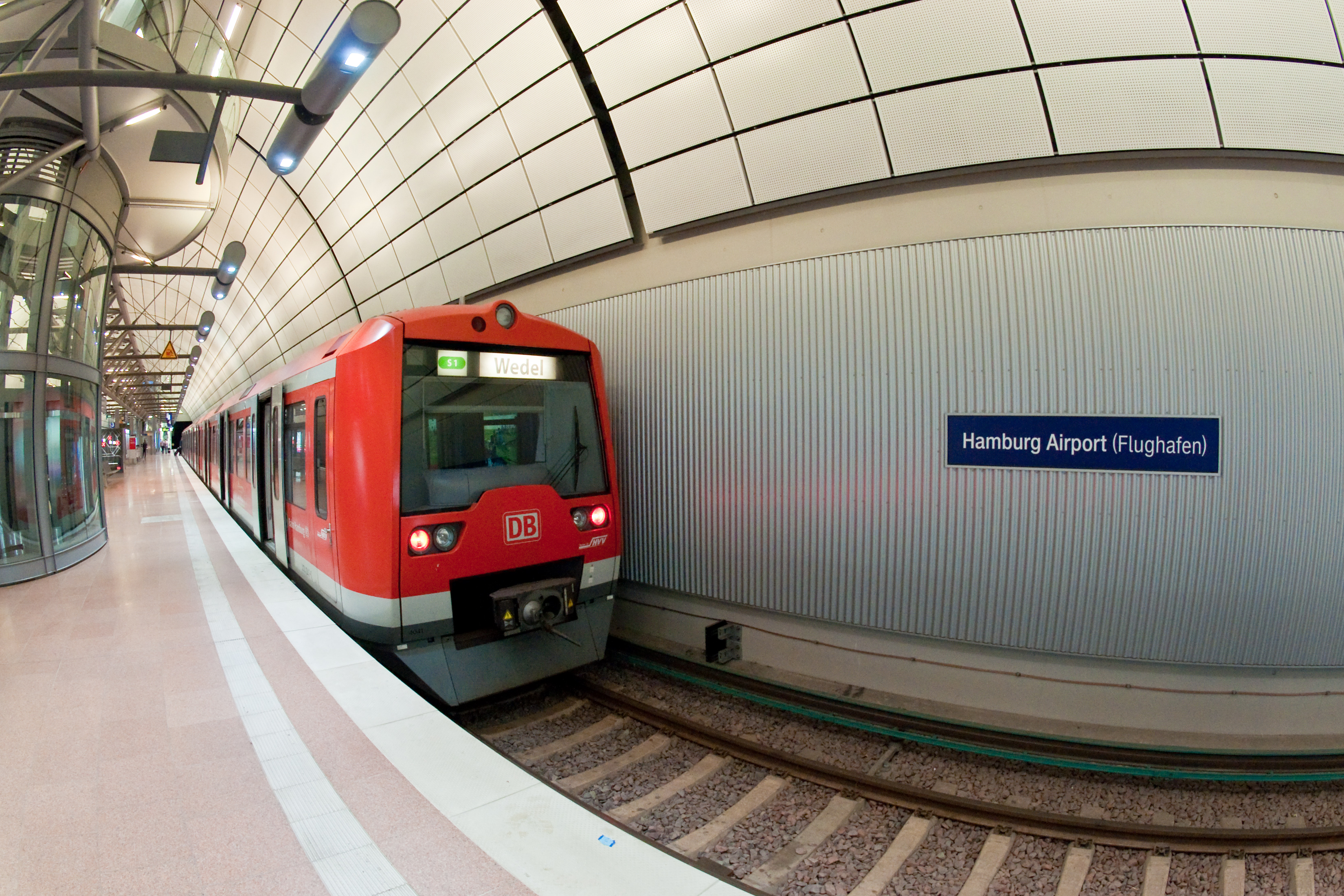
Une rame de la série 474 entrant en gare. Sur le mur est affiché la signalétique de la station, en anglais avec l'allemand entre parenthèses : Hamburg Airport (Flughafen).

En Septembre 2008, la future ligne est connectée au réseau ferré au niveau d'un nouvel aiguillage électronique à Ohlsdorf. Un mois plus tard, en octobre 2008, les rails sont électrifiés. À partir de mi-novembre de la même année, le S-Bahn de Hambourg effectue des essais durant un mois afin de tester le système en conditions réelles (Modification de l'assemblage des rames à Ohlsdorf et simulations de perturbations notamment) . 
Depuis le 11 décembre 2008, il est possible de rejoindre l'aéroport de la station d'Ohlsdorf. En parallèle, la ligne de bus 110, qui desservait l'aéroport, a été arrêtée.